# The Ferryman's Curse
The Ferryman's Curse is een studioalbum van Strawbs. Het is het eerste album na Prognostic uit 2014, maar voor "nieuwe muziek" moet nog verder teruggegaan worden tot Dancing to the Devil's Beat. Voor dit album haalde Dave Cousins weer oude leden van Strawbs naar de studio, nieuw is de medewerking van Dave Bainbridge van Iona. Opnamen vonden plaats in Kingsdown, Ecology Rooms. De muziekproducent was Chris Tsangarides, die op 7 januari 2018 net na het verschijnen van die album overleed. Het album werd uitgebracht door het platenlabel Esoteric Antenna, gespecialiseerd in nieuwe uitgaven van "oude bands".  Het album moest voorgefinancierd worden door fans. De band was al een aantal jaren in deze samenstelling actief en kon na de release optreden tijdens cruise-concerten gegeven door Moody Blues waarbij ook andere groepen uit de progressieve rockscene uit de jaren zeventig optraden, zoals Little River Band, Rare Earth en Ambrosia (januari 2018). De eerste druk van het boekwerkje leverde een foute indeling op, deze werden in eerste instantie naar de financiers gezonden.

## Musici
- Dave Cousins – zang, gitaar, dulcimer, autoharp
- Dave Lambert, zang, gitaar, Ebow
- Chas Cronk – zang, basgitaar, twaalfsnarige gitaar
- Tony Fernandez – drumstel
- Dave Bainbridge – toetsinstrumenten, akoestische gitaar en bouzouki

## Muziek
| Nr. | Titel                                                           | Duur |
| --- | --------------------------------------------------------------- | ---- |
| 1.  | In the beginning (Cousins, Cronk, Bainbridge)                   | 2:02 |
| 2.  | The nails from the hands of Christ (Cousins, Cronk, Bainbridge) | 6:04 |
| 3.  | The song of infinite sadness (Cousins)                          | 5:00 |
| 4.  | The familiarity of old lovers (Cousins, Cronk)                  | 6:21 |
| 5.  | When the spirit moves (Cousins, Cronk, Bainbridge)              | 6:48 |
| 6.  | The ten commandments (Lambert)                                  | 5:32 |
| 7.  | The reckoning (Cousins, Bainbridge)                             | 1:53 |
| 8.  | The ferryman’s curse (Cousins, Bainbridge)                      | 8:57 |
| 9.  | Bats and swallows (Cousins)                                     | 4:02 |
| 10. | We have the power (Cousins, Cronk)                              | 3:58 |